# 黔苣苔属
黔苣苔属（学名：Tengia），也称世纬苣苔属，是苦苣苔科下的一个属，为多年生、矮小草本植物。该属仅有黔苣苔（Tengia scopulorum）一种，分布于中国贵州。属名以贵州籍采集家邓世纬（191？-1936）的名字命名。
现接受名为：石钟花属 （也称石山苣苔属，Petrocodon Hance）

## 下属物种
本属包括以下物种：
- 世纬苣苔 Tengia scopulorum Chun, 1946，现接受名为Petrocodon scopulorum (Chun) Yin Z.Wang